# Erko Jun
Erko Jun (ur. 28 czerwca 1990 w Janji) – bośniacko-belgijski kulturysta, model fitness, trener personalny oraz zawodnik mieszanych sztuk walki (MMA). W przeszłości walczył dla polskiej federacji KSW oraz niemieckiej EMMAC. Aktualnie związany kontraktem z bahrajńską Brave CF, w której od 28 września 2024 jest mistrzem w wadze półciężkiej.

## Życiorys
Urodził się w Bośni i Hercegowinie w Janji, ale mając zaledwie 2 lata wraz z rodzicami opuścił swój dom w wyniku wojny w Bośni (1992). Rodzina wyemigrowała do Belgii, rozpoczynając nowe życie w Antwerpii. Erko zaczął rozwijać miłość do sportu kontaktowego, którą dzielił razem z ojcem. Podczas jednego z treningów został ciężko ranny i stracił czucie w prawej nodze, od kolan po palce stóp. Lekarz poinformował go, że nigdy nie odzyska pełnej sprawności prawej nogi. Po tragedii załamał się, gdy dowiedział się o swoich problemach zdrowotnych. Na tym się nie skończyło, zaczęły się jego problemy rodzinne. Wdawał się w uliczne bójki. Pomocną dłoń podał mu Bill Richardson. Ten namówił Erko na wizytę na siłowni, trenowanie, poprawianie pełnej sprawności i szlifowanie swoich umiejętności. Udało się, sześć miesięcy rehabilitacji przyniosło skutek. Miał trudny początek życia. Dopiero jego zamiłowanie do MMA i treningi zmieniły jego sposób postrzegania świata. Zawodnik UFD Gym zaczął przygodę ze sportem od trenowania taekwondo, boksu tajskiego i kickboxingu, by później skupić się na sportach siłowych. Erko jest trzykrotnym mistrzem kulturystyki juniorów, wicemistrzem Bałkanów w kulturystyce oraz laureatem 3. miejsca podczas Musclemanii Show w Miami. Trenuje na co dzień z byłym mistrzem KSW w wadze półśredniej, Roberto Soldiciem, i od dawna miał zamiar spróbować swoich sił w nowej dyscyplinie. Erko Juna z Robocopem nie łączy tylko wspólna mata, ale również pochodzenie. Obaj urodzili się w Bośni, z której uciekli z rodziną w celu poszukiwania lepszego życia.

## Kariera MMA
Od początku kariery reprezentuje barwy niemieckiego klubu UFD GYM Düsseldorf. Zaczynał od wagi ciężkiej do 120 kg (+205 lb), jednak aktualnie walczy w wadze półciężkiej do 93 kg (-205 lb).

### KSW
W mieszanych sztukach walki zadebiutował 9 czerwca 2018 roku, dołączając do polskiej federacji Konfrontacji Sztuk Walki. Podczas gali KSW 44 znokautował już w pierwszej rundzie Tomasza Oświecińskiego, naruszając aktora mocnym prawym sierpowym. Po walce otrzymał bonus za nokaut wieczoru.
6 października 2018 podczas gali KSW 45 w Londynie stoczył swoją drugą walkę. Jun znokautował technicznie na tej gali Pawła Mikołajuwa w drugiej rundzie pojedynku.
18 maja 2019 podczas gali KSW 49 zmierzył się z Akopem Szostakiem. Ponownie wygrał techniczny nokaut, rozbijając kulturystę już w 36 sekundzie pierwszej rundy.
Pierwszą porażkę zanotował 9 listopada 2019 w chorwackim Zagrzebiu, gdzie w walce wieczoru gali KSW 51 uległ przez TKO (ciosy w parterze) w drugiej odsłonie Mariuszowi Pudzianowskiemu.

### EMC
W sierpniu 2020 ogłoszono 5. numerowaną galę niemieckiej federacji Elite MMA Championship, podczas której w karcie walk pojawił się Erko Jun. Kilka dni później ta federacja przedstawiła fanom rywala Juna, którym został Damian Olszewski. 5 września tego samego roku Jun niespodziewanie przegrał przez nokaut z niefaworyzowanym rywalem.
Na ścieżkę zwycięstw powrócił 4 grudnia 2021 na gali EMC 8. Jun niskimi kopnięciami rozprawił się zwycięsko z Włochem, Gianlucą Locicero. To starcie trwało 39 sekund.
16 kwietnia 2022 podczas EMC 9 zwyciężył po raz drugi z rzędu przez techniczny nokaut, tym razem rozbijając ciosami w parterze youtubera, Szymona Września w trzeciej odsłonie rundowej.

### Brave CF i walka dla Prime Show MMA
W lutym 2023 roku bahrajńska organizacja Brave Combat Federation ogłosiła zestawienie Erko Juna ze Słoweńcem, Marko Drmonjiciem na 70. numerowaną galę Brave CF, która odbyła się 23 kwietnia 2023 w stolicy Słowenii. Jun w walce wieczoru tej imprezy po niespełna trzech minutach znokautował technicznie swojego rywala.
20 września 2023 ogłoszono, że podpisał kontrakt z Prime Show MMA, federacją organizującą tzw. freak fighty. Następny dzień później podczas trwającej gali Prime 6: Premium ogłoszono jego rywala Pawła Trybałę, z którym zawalczył 13 stycznia 2024 w Koszalinie podczas gali Prime 7. W niespełna minutę znokautował rywala mocnym ciosem sierpowym, wyprowadzonym z prawej ręki.
W walce wieczoru gali Brave CF 81, która odbyła się 20 kwietnia 2024 w słowackiej Lublanie stoczył walkę z byłym pretendentem do mistrzostwa bahrajńskiej organizacji, Algierczykiem – Mohamedem Said Maalemem. Ponownie wygrał przez nokaut w pierwszej rundzie.
28 września 2024 na gali Brave CF 88 zawalczył o pas mistrzowski Brave CF w wadze półciężkiej, mierząc się z Alexandrem Wesnerem. Jun w czwartej rundzie pokonał Niemca przez techniczny nokaut, tym samym zostając mistrzem bahrajńskiej organizacji.
7 czerwca 2025 podczas łączonej gali WFC 28 & Brave CF 96 zawalczył z Mohammadem Fakhreddine'em o drugi pas mistrzowski Brave CF, tym razem wagi średniej. Przegrał przez nokaut pod koniec pierwszej rundy.

## Walka w kick-boxingu
16 września 2022 na gali w Rosji, stoczył swój pierwszy pojedynek w kick-boxingu. W nowej dla siebie formule walki rękawice skrzyżował z doświadczonym Rosjaninem, Władimirem Miniejewem. Po dwóch nokdaunach i kopnięciu latającym kolanem sędzia przerwał ten pojedynek, który zwyciężył Miniejew.

## Osiągnięcia

### Kulturystyka
- 3-krotny Mistrz kulturystyki juniorów w zawodach Benelux.
- Wicemistrz Bałkanów w kulturystyce (Balkan Competition)
- 3. miejsce w międzynarodowych zawodach Model Universe w Miami na Florydzie[31]

### Mieszane sztuki walki
- Konfrontacja Sztuk Walki
  - 2018: Bonus za nokaut wieczoru (gala KSW 44)[9]
- Brave Combat Federation
  - 2024: Mistrz Brave CF w wadze półciężkiej[4].

## Lista walk w MMA
| Wynik     | Bilans | Przeciwnik (bilans przed walką)  | Rozstrzygnięcie                                     | Runda | Czas | Rozgrywki                       | Data       | Miejsce      | Uwagi                                                             |
| --------- | ------ | -------------------------------- | --------------------------------------------------- | ----- | ---- | ------------------------------- | ---------- | ------------ | ----------------------------------------------------------------- |
| Przegrana | 9-3    | Mohammad Fakhreddine (17-5. 1NC) | KO (prawy sierpowy)                                 | 1     | 4:43 | Brave CF 96                     | 07.06.2025 | Lublana      | Pojedynek o pas mistrzowski Brave CF w wadze średniej. Main Event |
| Wygrana   | 9-2    | Alexander Wesner (10-5)          | TKO (niskie kopnięcia i ciosy pięściami w parterze) | 4     | 1:27 | Brave CF 88                     | 28.09.2024 | Lublana      | Zdobył pas mistrzowski Brave CF w wadze półciężkiej. Main Event   |
| Wygrana   | 8-2    | Mohamed Said Maalem (12-5. 1NC)  | KO (prawy sierpowy i ciosy pięściami)               | 1     | 3:06 | Brave CF 81                     | 20.04.2024 | Lublana      | Main Event                                                        |
| Wygrana   | 7-2    | Paweł Trybała (7-5)              | KO (prawy sierpowy)                                 | 1     | 0:57 | Prime 7: Prezes FEN vs. Muran 2 | 13.01.2024 | Koszalin     | Co-Main Event                                                     |
| Wygrana   | 6-2    | Marko Drmonjič (10-10-1)         | TKO (prawy sierpowy i ciosy pięściami)              | 1     | 2:52 | Brave CF 70                     | 23.04.2023 | Lublana      | Main Event                                                        |
| Wygrana   | 5-2    | Szymon Wrzesień (4-2)            | TKO (ciosy pięściami w parterze)                    | 3     | 0:12 | EMC 9                           | 16.04.2022 | Düsseldorf   | Limit umowny do 102 kg. Co-Main Event                             |
| Wygrana   | 4-2    | Gianluca Locicero (4-2)          | TKO (niskie kopnięcia)                              | 1     | 0:39 | EMC 8                           | 04.12.2021 | Düsseldorf   | Przejście do wagi półciężkiej.                                    |
| Przegrana | 3-2    | Damian Olszewski (2-3)           | KO (prawy sierpowy)                                 | 1     | 0:35 | EMC 5                           | 05.09.2020 | Düsseldorf   |                                                                   |
| Przegrana | 3-1    | Mariusz Pudzianowski (12-7)      | TKO (ciosy pięściami w parterze)                    | 2     | 2:32 | KSW 51: Croatia                 | 09.11.2019 | Zagrzeb      | Main Event                                                        |
| Wygrana   | 3-0    | Akop Szostak (3-2)               | TKO (ciosy pięściami)                               | 1     | 0:36 | KSW 49: Soldić vs. Kaszubowski  | 18.05.2019 | Gdańsk/Sopot |                                                                   |
| Wygrana   | 2-0    | Paweł Mikołajuw (3-3)            | TKO (ciosy w parterze)                              | 2     | 2:08 | KSW 45: The Return to Wembley   | 06.10.2018 | Londyn       | Co-Main Event                                                     |
| Wygrana   | 1-0    | Tomasz Oświeciński (1-0)         | KO (prawy sierpowy)                                 | 1     | 2:26 | KSW 44: The Game                | 09.06.2018 | Gdańsk/Sopot | Debiut w wadze ciężkiej. Bonus za nokaut wieczoru.                |

## Lista walk w kick-boxingu
| Wynik     | Bilans | Przeciwnik (bilans przed walką) | Rozstrzygnięcie                 | Runda | Czas | Rozgrywki    | Data       | Miejsce | Uwagi                       |
| --------- | ------ | ------------------------------- | ------------------------------- | ----- | ---- | ------------ | ---------- | ------- | --------------------------- |
| Przegrana | 0-1    | Władimir Miniejew (24-2)        | TKO (przerwanie przez sędziego) | 3     | 2:46 | Cup of Lotus | 16.09.2022 | Elista  | Zasady K-1. Waga półciężka. |